# برتا هال
برتا هال (انگلیسی: Berta Hall; زاده ۲۱ سپتامبر ۱۹۰۹ – درگذشته ۶ ژوئن ۱۹۹۹) هنرپیشه اهل سوئد بود.
از فیلم‌ها یا برنامه‌های تلویزیونی که وی در آن نقش داشته‌است می‌توان به بندر سر راه اشاره کرد.